# Католицизм в Индии

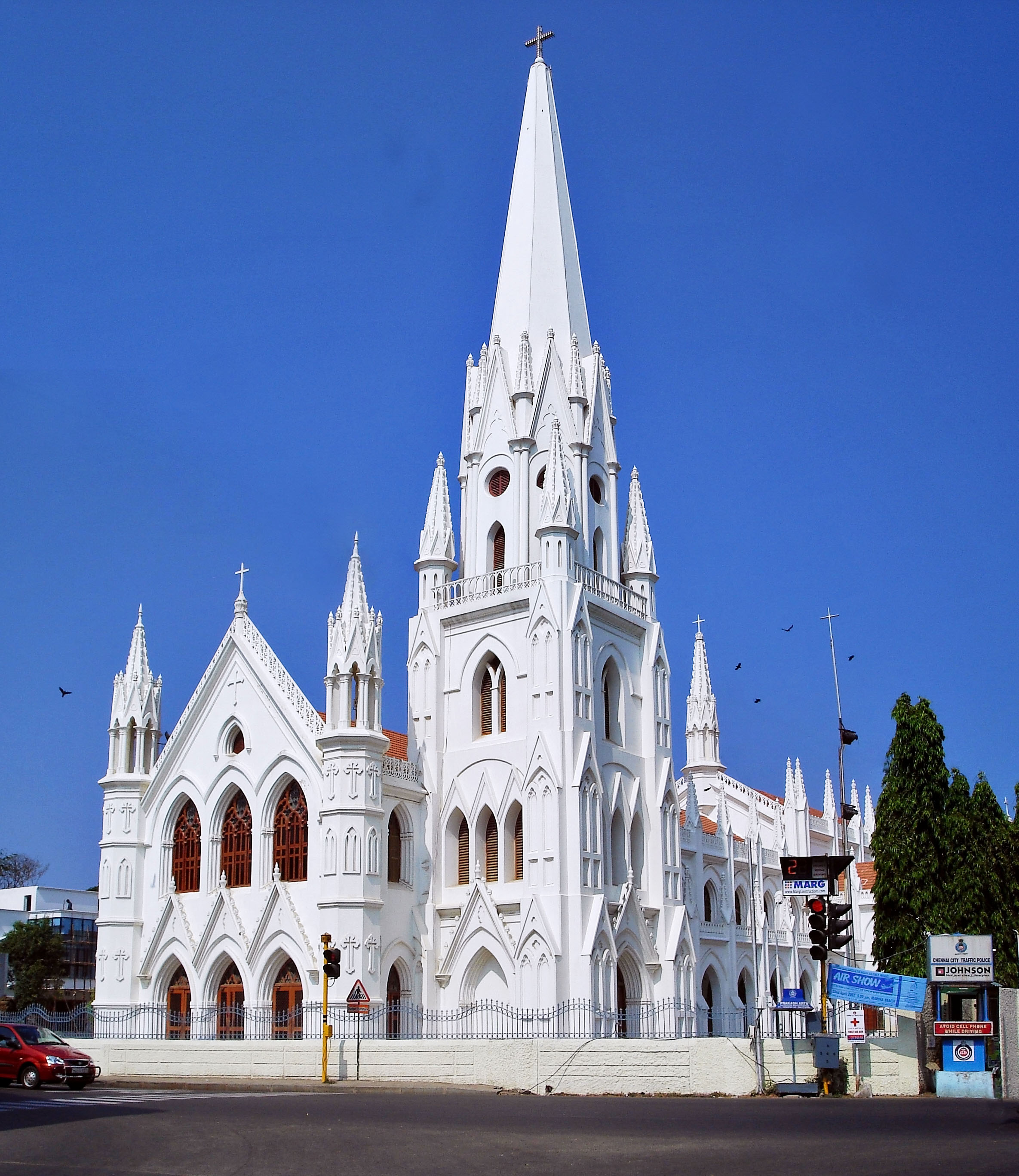
Собор Святого Фомы, Ченнаи, Индия

Католицизм в Индии или Католическая церковь в Индии является частью всемирной Католической церкви. Численность католиков в Индии составляет около 17 миллионов 300 тысяч человек (2,4 % от общей численности населения). Католицизм в Индии представлен верующими трёх католических церквей: Римско-Католическая церковь, Сиро-малабарская католическая церковь и Сиро-маланкарская католическая церковь. Верующих Римско-Католической церкви насчитывается около 14 миллионов человек, Сиро-малабарской католической церкви — около 3 миллиона человек, Сиро-Маланкарской католической церкви — около 300 тысяч человек.

## История

### Доколониальный период
По церковному преданию на территории Индии в середине первого века христианство проповедовал апостол Фома. Первые христианские общины появились в Индии уже в первые века нашей эры. В это время на литургию церкви в Индии оказывала сильное влияние Ассирийская церковь Востока, центр которой располагался на территории современного Ирака, поэтому в индийской церкви широкое распространение получил восточно-сирийский обряд. Из-за значительных расстояний и иных препятствий (Государство Сасанидов, позднее — распространение ислама) связи индийских христиан с Римом были эпизодическими. Известно, что одним из подписавших решения Первого Никейского собора 325 года был епископ «Великой Индии».
Контакты Римско-Католической церкви и христиан Индии начались в XIII веке, когда в Индии стали прибывать первые католические миссионеры. В 1291 году в Коллам (по-латински он назывался как Quilon — Квилон) прибыл францисканец Джованни Монтекорвино. Он обнаружил там христиан сирийской традиции, которые назвали себя христианами святого апостола Фомы. В 1305 году он написал письмо из Китая, в котором сообщает, что индийские христиане отличались хорошим отношением к нему, в отличие от враждебного, которое он встретил у китайских несториан.
В 1320 году в Колламе поселился папский посланец доминиканец из Каталонии Иордан Каталан де Северак. В 1328 году он вернулся в Авиньон и сообщил о ситуации в Индии Римскому папе Иоанну XXII, который 9-го августа 1329 года выпустил буллу «Romanus Pontifex», которой объявил епархию Коллама первой католической епархией в Индии. 21 августа 1329 года последовала следующая булла Venerabili Fratri Jordano, назначившая Иордана Каталана де Северака первым епископом епархии Коллама, ставшей суффраганной епархией митрополии Султанийи в Персии (сегодня — город Сольтание в Иране). Епископ Иордан написал записки об Индии, которые сохранились под названием «Mirabilia Descripta». В 1336 году епископ Иордан был побит камнями в Бомбее мусульманами.
В 1348 году, когда в Коллам прибыл папский легат Джованни де Мариньолли, то он к своему удивлению обнаружил там жизнеспособную латинскую общину, которая обслуживалась священниками сирийского обряда.

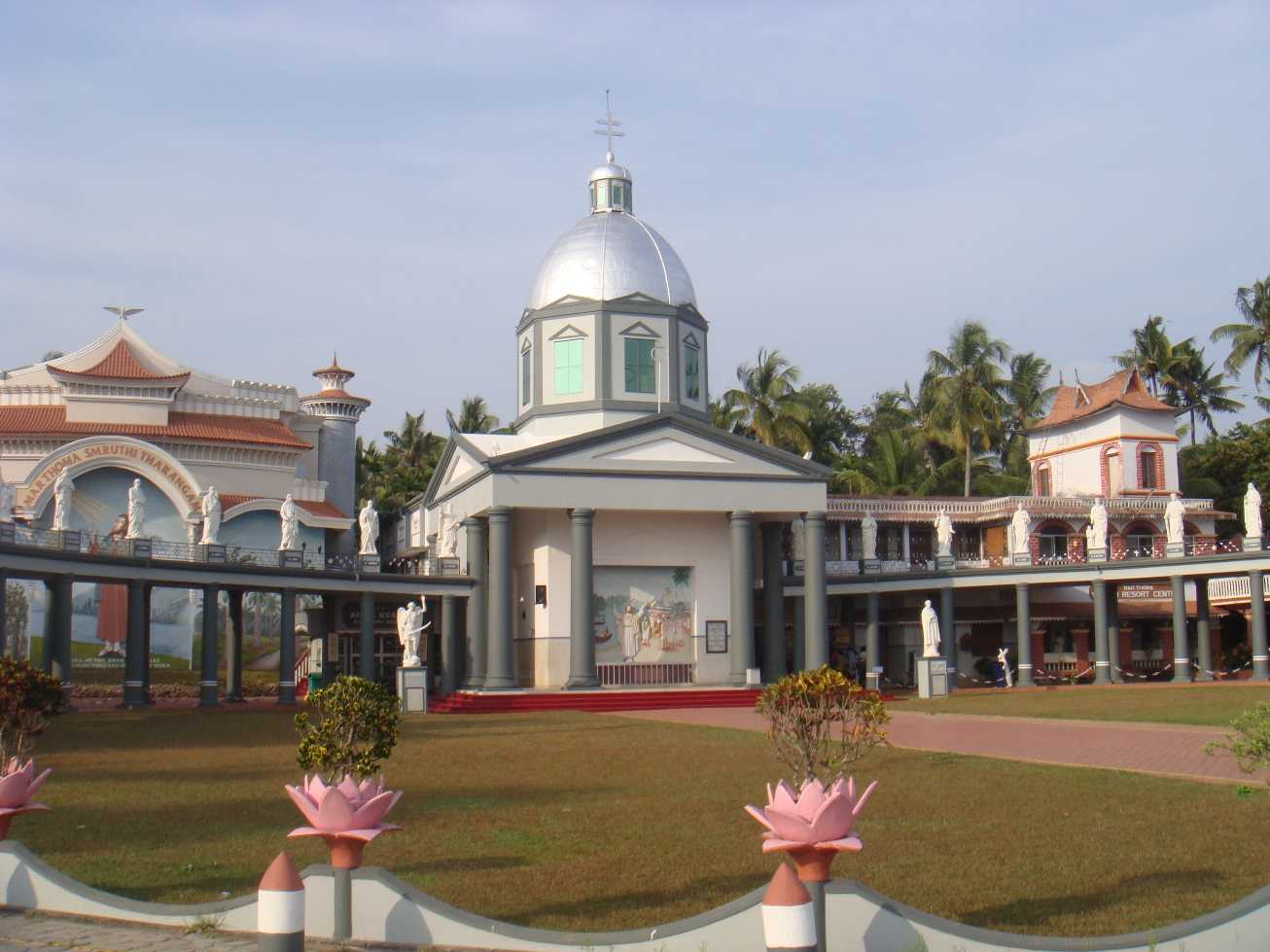
Церковь святого Фомы, Кодунгаллур, Индия

### Колониальная эпоха

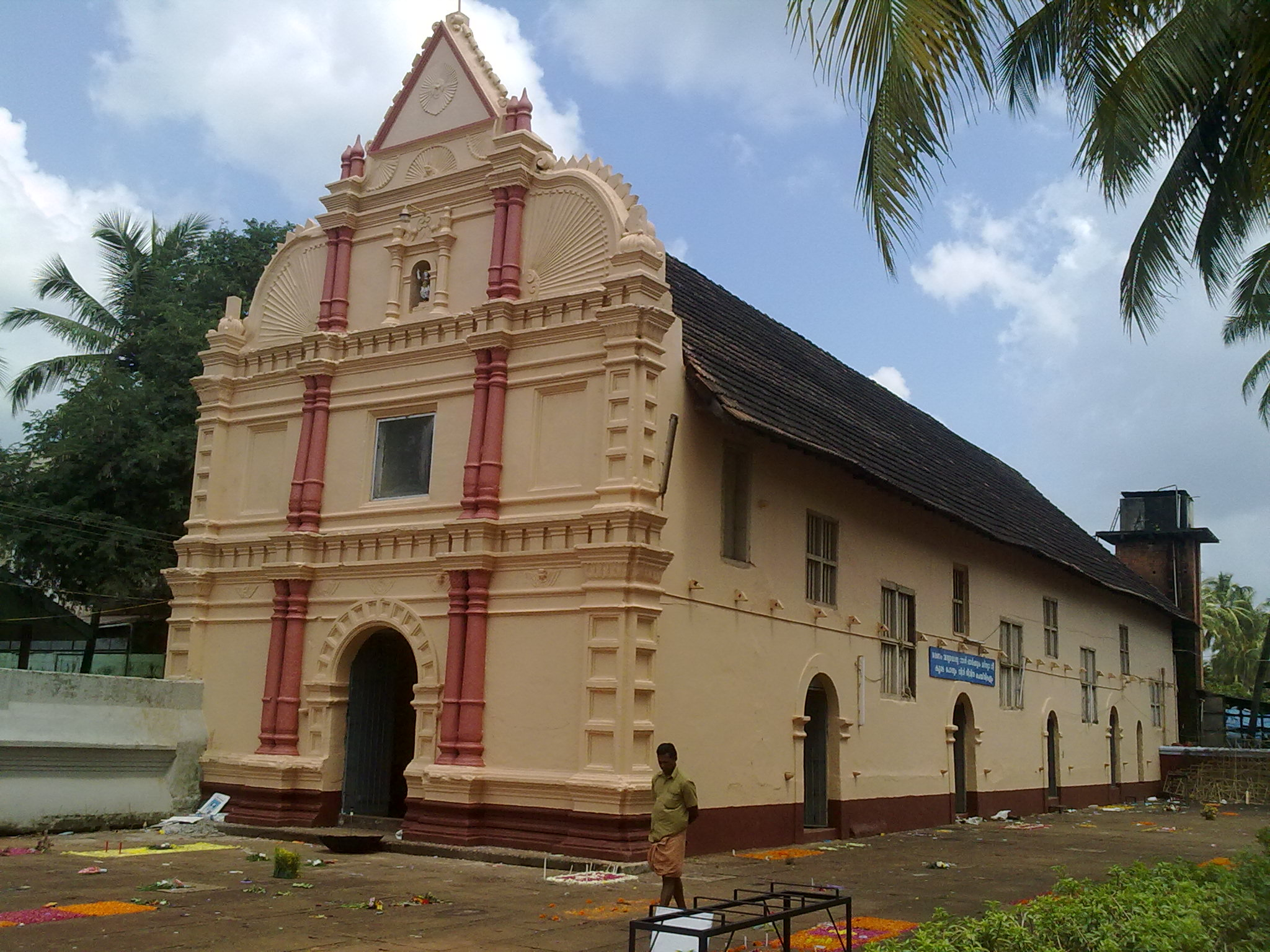
Церковь святого Антония Падуанского, Оллур, Индия

После высадки в 1498 году португальцев под руководством Васко да Гамы в Индии начались появляться европейские колонии. Вместе с мореплавателями в Индию стали прибывать католические миссионеры. Особых успехов они достигли на территории португальской колонии Гоа, на побережье южной оконечности полуострова, в Бомбее и в районе города Мадурая. В 1518 году в Гоа был основан первый францисканский монастырь.
До прибытия португальцев в Кодунгаллуре (сегодня — часть города Эрнакулам) находилась резиденция епископов христиан святого апостола Фомы, которых рукополагал халдейский патриарх Ассирийской церкви Востока. Эти два центра на Востоке находились с союзе с Римом. Вместе с патриархом Мар Иоанном Шимуной Сулакой, который в 1553 году был рукоположен в епископа в Соборе святого Петра они стали основателями общин, которые в будущем стали Халдейской католической церкви. Первые миссионеры пытались насадить среди христиан святого апостола Фомы латинский обряд, что привело к длительному конфликту между католиками и местными христианами. В 1599 году латинский синод в Гоа потребовал от христиан святого апостола Фомы внести ряд изменений в свой обряд. Конфликт привёл к тому, что в 1665 году определённая часть христиан святого апостола Фомы установили контакт с Сирийской Церковью. Таким образом образовалась индийская автономная часть в составе Сирийского патриархата, которая стала называться Сиро-маланкарской церковью.
Римский папа Александр VII пытался урегулировать конфликт, послав на Малабарское побережье кармелитов, которым в 1662 году удалось вернуть большинство христиан святого Фомы в общение с Римом. Так сформировалась Сиро-Малабарская католическая церковь, епископами которой до XIX века назначались из членов кармелитского ордена.

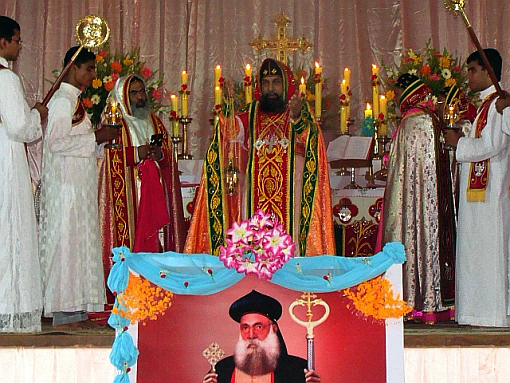
Богослужение в Сиро-маланкарской церкви

В XVII веке Римом предпринимались неудачные попытки воссоединения Сиро-Маланкарской церкви с Римом. Только в 1930 году часть этой церкви вошло в полное общение с Римом, образовав Сиро-Маланкарскую католическую церковь.
В 1542 году в Индию прибыл первый иезуит Франциск Ксаверий, который внёс существенный вклад в укрепление Римско-Католической церкви в Индии. Франциск Ксаверий вместе со своими товарищами открывал школы в португальских колониях, издавал религиозные книги, перевёл катехизис на тамильский и другие индийские языки. Значительную роль в евангелизации индийцев сыграли иезуиты святые Иоанн де Брито и Родольфо Аквавива. Их усилиями численность католиков латинского обряда превысило численность местных христиан восточно-сирийского обряда. В отличие от индийских католиков, которые проживали на юге Индии и сосредотачивали свою деятельность в своей церковной среде, европейские миссионеры были более активны и действовали на территории всей Индии.
C 1813 года, когда Индия стала британской колонией, значительно увеличилась численность Римско-Католической церкви за счёт ирландских эмигрантов.
В конце XIX — начале XX вв. в Католическую церковь католицизм стали массово принимать представители низших каст. Из-за значительного роста верующих Святой Престол установил в 1886 году новые церковные структуры, учредив митрополии в Агре, Бомбее, Калькутте, Гоа, Мадрасе, Пондичерри, Вераполи и Коломбо. В 1887 году также были установлены новые церковные структуры для Сиро-малабарской католической церкви.

## XX век
В 1923 году Римский папа Пий XI рукоположил в епископа первого индийца. До 1960 года в индийском епископате преобладали европейцы.
27.05.1987 года Римский папа Иоанн Павел II призвал индийских епископов каждой из трёх католических церквей образовать собственную централизованную структуру. Таким образом возникли Конференция католических епископов Индии, Синод Сиро-Малабарского верховного архиепископства и Сиро-Маланкарский епископский совет.
После II Ватиканского собора в среде индийских католиков возникло движение, направленное на инкультурацию и межрелигиозный диалог. Среди европейских монахов и священнослужителей стали появляться попытки сочетать индийскую духовность с католицизмом. Священники Ж. Моншанен и А. Ле Со основали в 1948 году Шантиванаме (штат Тамилнад) ашрам «Саччидананда». В 1958 году бельгийский цистерцианец о.Франциск Майо вместе с о.Бедой Гриффитсом OSB основали в Курисумале ашрам, в котором пытались соединить западное христианство с литургическим наследием сиро-маланкарского обряда и некоторых элементов индийской аскетики. В 1967 году в Бангалоре открылся Национальный библейский, катехетический и литургический центр, который стимулирует межрелигиозный диалог в Индии. В 1968 о.Беда Гриффитс оставил Курисумала-ашрам, и возглавил Саччидананда-ашрам, сделав его впоследствии легендарным центром межрелигиозного диалога. С 1970 года Конференция католических епископов Индии создала ряд ашрамов для регулярных встреч представителей различных религий.
В декабре 1964 года Индию посетил Римский папа Павел VI. В это время в Бомбее проходил Международный евхаристический конгресс. Римский папа Иоанн Павел II посетил Индию в феврале 1987 и ноябре 1999 годов.

## Структура

Карта католических епархий в Индии

Католицизм в Индии представлен верующими трёх католических церквей, каждая из которых канонически независима друг от друга, имеет свой литургический обряд (Римско-католическая церковь — латинский обряд, Сиро-малабарская церковь — восточно-сирийский обряд, Сиро-маланкарская католическая церковь — западно-сирийский обряд) и свою собственную структуру. Епархии этих церквей в большинстве случаев пересекаются территориально. Централизованным и объединяющим органом Католической церкви в Индии является Конференция католических епископов Индии.
Римско-Католическая церковь в Индии состоит из 17 архиепархий и 91 епархий. В Сиро-Малабарскую католическую церковь в Индии входят 3 архиепархии и 18 епархий. Сиро-Маланкарская католическая церковь в Индии состоит из 1 архиепархии и 3 епархий.
Всего в стране действуют около 7 тысяч приходов, 158 епископов, около 11 тысяч священников. Двадцати одному католическому храму Индии римским папой присвоен почётный титул базилики минор (по состоянию на конец 2012 года).

### Структуры Римско-Католической церкви

#### Митрополии
- Архидиоцез Агры;
- Архидиоцез Бангалора;
- Архидиоцез Бомбея;
- Архидиоцез Бхопала;
- Архидиоцез Вераполи;
- Архидиоцез Вишакхапатнама;
- Архидиоцез Гандинагара;
- Архидиоцез Гоа и Дамана;
- Архидиоцез Гувахати;
- Архидиоцез Импхала;
- Архидиоцез Калькутты;
- Архидиоцез Каттак-Бхубанесвара;
- Архидиоцез Мадраса и Мелапора;
- Архидиоцез Мадурая;
- Архидиоцез Нагпура;
- Архидиоцез Патны;
- Архидиоцез Пудучерри и Куддалора;
- Архидиоцез Райпура;
- Архидиоцез Ранчи;
- Архидиоцез Тривандрума;
- Архидиоцез Хайдарабада;
- Архидиоцез Шиллонга;

### Структуры Сиро-Малабарской католической церкви

#### Митрополии
- Архиепархия Эрнакулам — Ангамали;
- Архиепархия Чанганачерри;
- Архиепархия Телличерри;
- Архиепархия Тричура;
- Архиепархия Коттаяма.

#### Епархии, подчинённые латинским митрополиям
Некоторые епархии Сиро-Малабарской католической церкви, находящиеся в центре или на севере Индии, входят в структуру латинских митрополий.
- Епархия Адилабада;
- Епархия Биджнора;
- Епархия Горакхпура;
- Епархия Джагдалпура;
- Епархия Калиана;
- Епархия Раджкота;
- Епархия Сагара;
- Епархия Сатны;
- Епархия Удджайна;
- Епархия Чанды.

### Структуры Сиро-маланкарской католической церкви

#### Митрополии
- Архиепархия Тривандрума;
- Архиепархия Тируваллы.

## Источник
- Католическая Энциклопедия, т. 2, М., изд. Францисканцев, 2005, стр. 226 −235, ISBN 5-89208-054-4